# Марчано-делла-Кьяна
Марча́но-де́лла-Кья́на (итал. Marciano della Chiana) — коммуна в Италии, расположена в области Тоскана, в провинции Ареццо.
Население коммуны составляет 3422 человек (2011 г.), плотность населения составляет 129 чел./км². Занимает площадь 24 км². Почтовый индекс — 52047. Телефонный код — 0575.
Покровителем коммуны почитается святой апостол Андрей, празднование 30 ноября.

## Демография
Динамика населения:

## Администрация коммуны
- Официальный сайт: http://www.comune.marcianodellachiana.ar.it/